# Tongerlo (Bree)

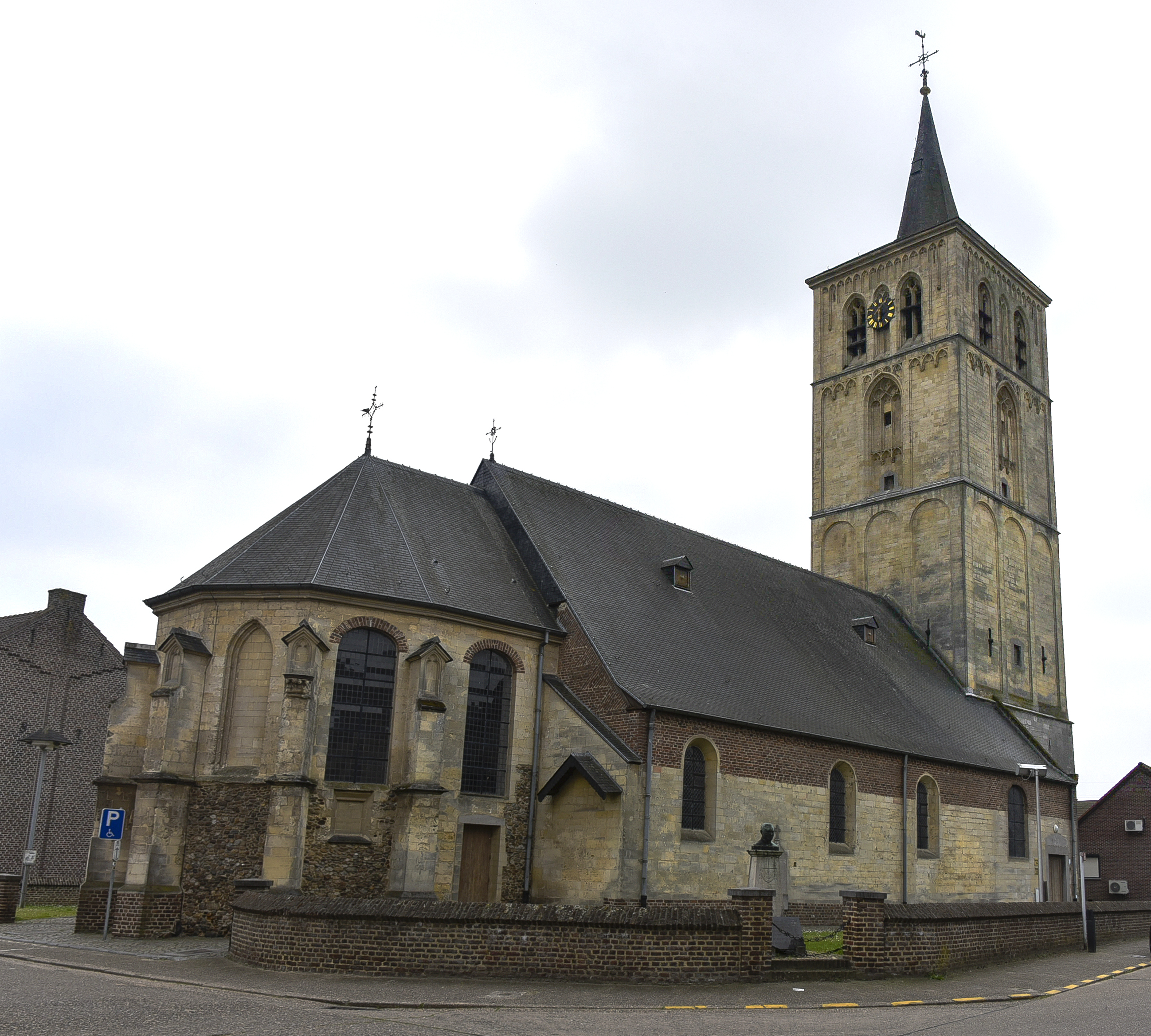
Sint-Pieterskerk

Tongerlo is een dorp in de Belgische provincie Limburg, en een deelgemeente van de stad Bree. Het was een zelfstandige gemeente tot het bij de fusie van 1971 toegevoegd werd aan de gemeente Opitter die op zijn beurt in 1977 werd opgenomen in de gemeente Bree.
Tongerlo ligt in het zuidoosten van de fusiegemeente. De Zuid-Willemsvaart vormt de westgrens van de deelgemeente. Tongerlo ontwikkelt zich stilaan van een Kempens landbouwdorp tot een woondorp. Vooral in het noorden van de deelgemeente zijn er nog een aantal landbouwbedrijven. De Itterbeek waarlangs verscheidene watermolens gelegen zijn, stroomt door de dorpskom.

## Toponymie
Tongerlo werd voor het eerst vermeld in 1267. De naam heeft niets van doen met de Abdij van Tongerlo, maar is -evenals het Antwerpse Tongerlo- afgeleid van Tungri (een Germaanse stam) en -lo (bos).

## Geschiedenis
Op het grondgebied van Tongerlo zijn prehistorische en Romeinse bewoningssporen aangetroffen. De middeleeuwse nederzetting had een kerk die waarschijnlijk afhankelijk was van Elen en behoorde tot het domein van Adalardus.
Toen deze in 827 stierf, kwamen deze goederen aan de Abdij van Corbie. De Graven van Loon hadden de voogdij hierover, maar zeker vanaf de 13e of 14e eeuw bezat de Graaf van Loon, later de prins-bisschop van Luik, dit gebied.
Van 1584-1586 werd Tongerlo geteisterd door zowel Hollandse als Spaanse troepen.
Direct ten zuiden van de Itterbeek bevond zich een schans, welke in 1641 werd opgericht. In 1675 werden de schans en de kerk nog door Lotharingse soldaten geplunderd. In de loop der 19e eeuw verdwenen geleidelijk ook de contouren van de schans, maar de Schansstraat herinnert nog aan zijn bestaan.
In 1826 werd de Zuid-Willemsvaart aangelegd, welke sindsdien Tongerlo van Opitter scheidt. Werkgelegenheid is er echter door dit kanaal nauwelijks gekomen zodat, naast de landbouw, Tongerlo weinig werkgelegenheid biedt.

## Demografische ontwikkeling
- Bronnen:NIS, Opm:1831 tot en met 1961=volkstellingen

## Natuur en landschap
Tongerlo is gelegen aan de rand van de Vlakte van Bocholt, op een hoogte van ongeveer 40 m. Van de beken, die alle in oostelijke richting verlopen, is de Itterbeek de belangrijkste. Ten oosten van Tongerlo bevindt zich daar het natuurgebied De Brand, dat weer onderdeel van een groter geheel uitmaakt.
In het zuidwesten vindt men de Zuid-Willemsvaart, waarlangs zich een fietspad bevindt.

## Bezienswaardigheden
- De gotische Sint-Pieterskerk uit de 15de en de 16de eeuw die op de grondvesten van een romaanse kerk werd gebouwd. Een gedeelte is bewaard gebleven in de muren van het koor. Op het einde van de 18de eeuw werd de kerk verbouwd. De toren werd gerestaureerd in 1868, de kerk in 1898 en in 1980 werd het geheel opnieuw volledig gerestaureerd.
- De Keyartmolen op de Itterbeek die voor het eerst vermeld werd in 1139. Het is een watermolen van het onderslagtype. De huidige molen dateert van 1850. In 1923 werd het waterrad vervangen door een turbine. De molen maalde op waterkracht tot in 1985 toen op elektrische aandrijving werd overgeschakeld. De molen en haar omgeving werden in 1994 respectievelijk beschermd als monument en als dorpsgezicht.
- De Galdermansmolen of Dorpermolen, eveneens op de Itterbeek, die in 1633 werd gebouwd als oliemolen. Het is een watermolen van het onderslagtype. In 1735 werd het woonhuis van de molenaar gebouwd en in 1841 werd het molenhuis gebouwd. In 1850 werd de molen omgebouwd naar een graan- en oliemolen, maar vanaf 1906 werd er enkel nog graan gemalen. In 1920 werd het houten molenrad vervangen door een metalen rad. De molen en haar omgeving werden in 1996 respectievelijk beschermd als monument en als dorpsgezicht.

## Galerij

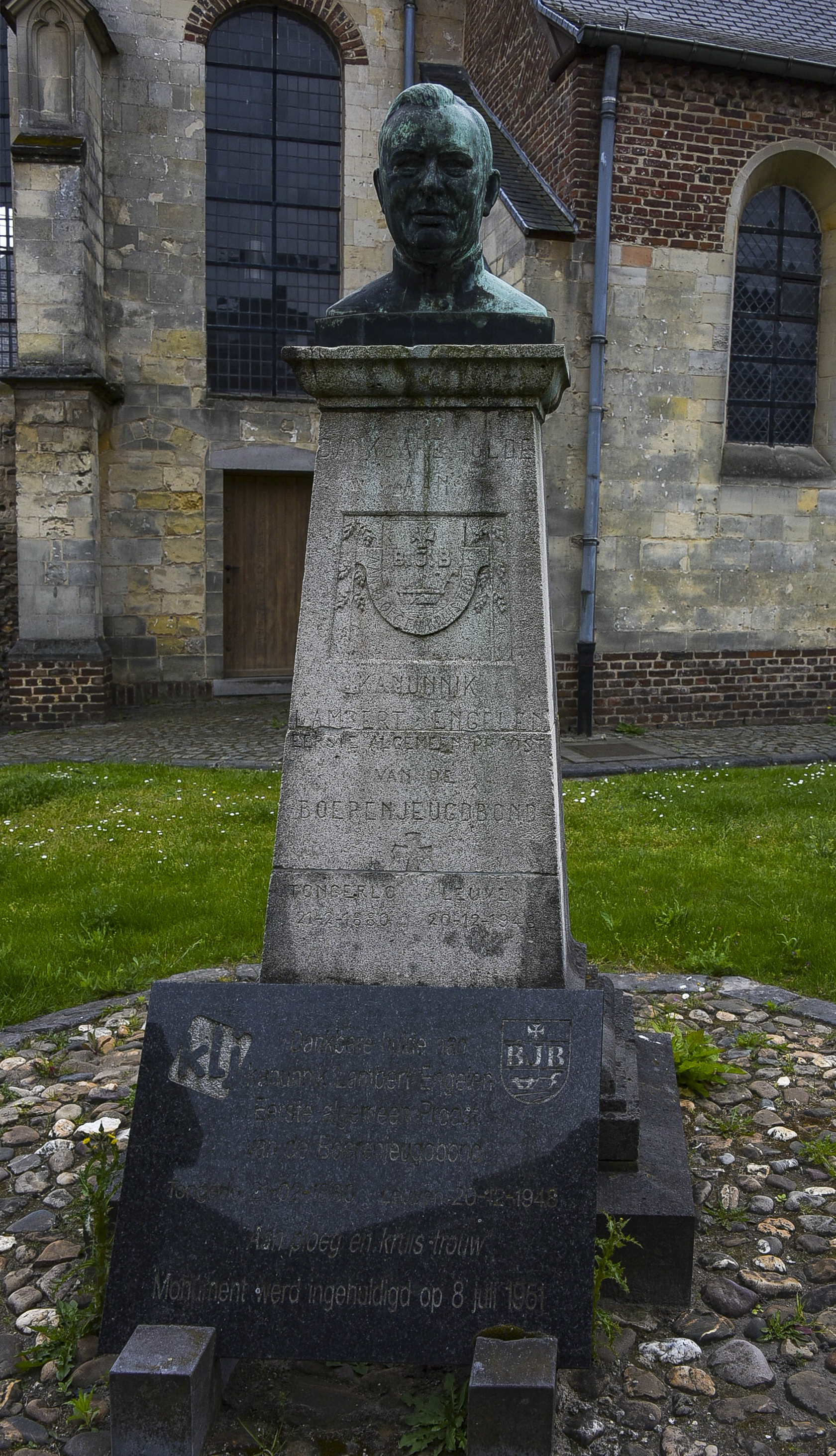
Lambert Engelen
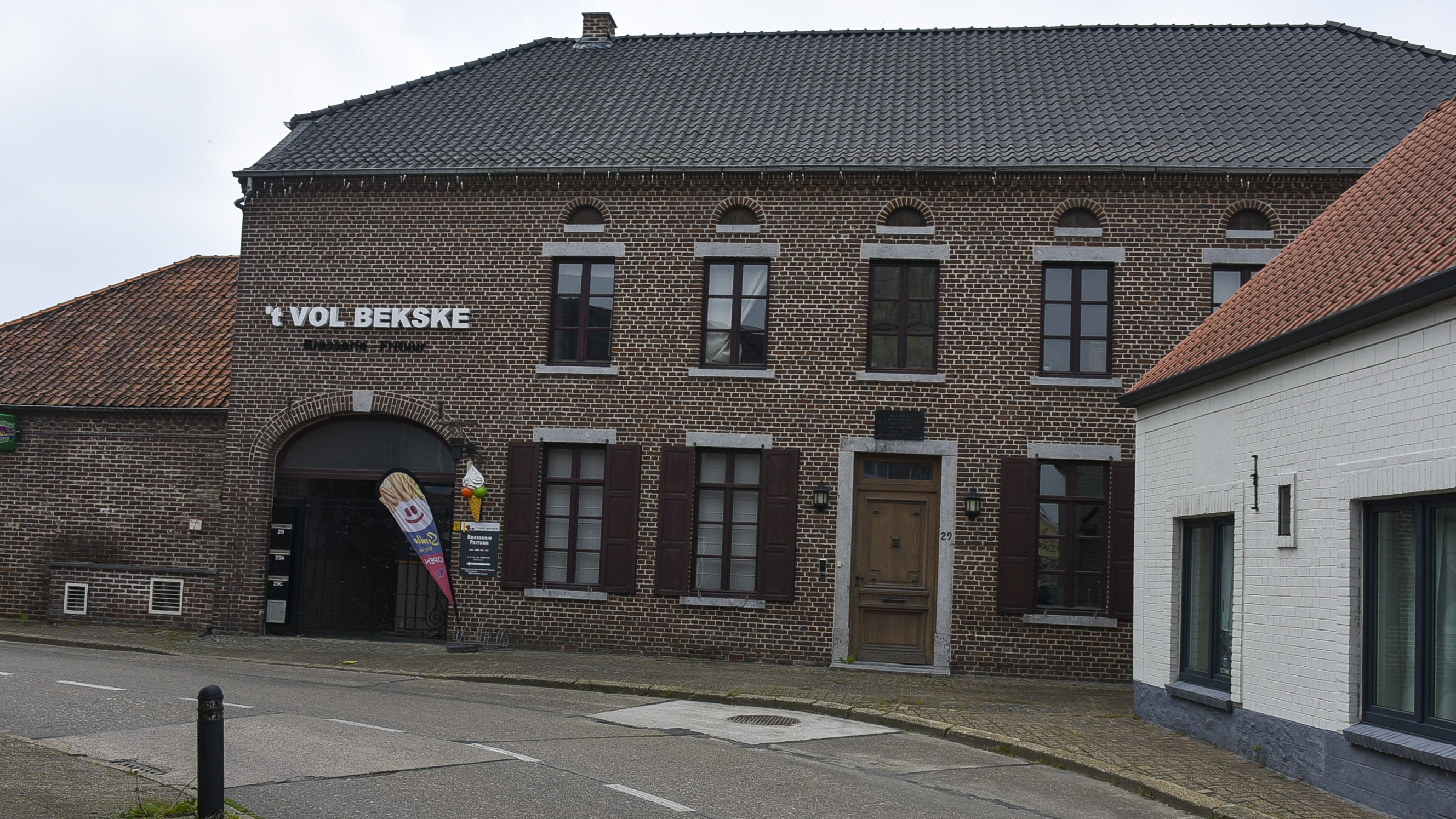
't Vol Bekske

## Bekende inwoners
- Lambert Engelen (1880-1948), kanunnik en oprichter van de Boerenjeugdbond, geboren te Tongerlo
- Jaak Langens (1892-1965), romanschrijver, geboren te Tongerlo

## Nabijgelegen kernen
Opitter, Voorshoven, Kinrooi